# Agence de l'eau du Canada
L'Agence de l'eau du Canada (en anglais : Canada Water Agency) est un organisme du gouvernement du Canada responsable de la gouvernance de l'eau douce, créé comme division au sein d'Environnement Canada en 2023 et devenu une agence indépendante depuis le 15 octobre 2024. L'agence coordonne et administre les programmes et politiques fédéraux relatifs à la gestion et à la conservation des écosystèmes d'eau douce, en coordination avec les autorités provinciales, territoriales et les peuples autochtones.

## Histoire

### Prémisses et création
La création d'une agence fédérale de l'eau faisait partie du programme libéral lors de la campagne du premier ministre Justin Trudeau lors des élections fédérales de 2019 et 2021,.
Après la victoire des libéraux en 2021, l'initiative est incluse dans la lettre de mandat du ministre de l'Environnement nouvellement nommé Steven Guilbeault. Les parties intéressées à la création de l'agence ont alors pu présenter leurs commentaires.
La création de l'agence a été officiellement annoncée par la vice-première ministre et ministre des Finances Chrystia Freeland dans le cadre du budget fédéral de 2022. Le budget fédéral de 2023 a prévu un financement de 85,5 millions de dollars pour la création de l'agence,,.
L'Agence canadienne de l'eau a été créée au sein d'Environnement Canada en 2023, et une loi est prévue plus tard dans l'année pour en faire une agence autonome.
Les premières actions majeures de l'agence sont la mise en œuvre de l'Initiative sur les écosystèmes d'eau douce et la modernisation de la Loi sur les ressources en eau du Canada.

### Transformation en agence indépendante
En novembre 2023, le projet de loi établissant officiellement l'agence a été déposé par la ministre Freeland dans le cadre de l'Énoncé économique de l'automne 2023. Elle a reçu la sanction royale le 20 juin 2024 mais n'entrera en vigueur que sur la prise d'un décret en conseil. 
Au cours de l'année 2024 le nom de l'agence en français devient Agence de l'eau du Canada, le nom en anglais restant inchangé. Le 15 octobre 2024, la nouvelle agence indépendante voit le jour et le lendemain le ministre Guilbeault est en déplacement à Winnipeg pour saluer sa mise sur pied, soulignant que l'agence concentre des responsabilités auparavant éparpillées parmi 40 ministères et organismes,.

## Organisation et fonctions
Le siège social de l'agence est situé à Winnipeg, au Manitoba. Il est situé dans le complexe Cityplace, à côté des bureaux d'Environnement Canada. L'agence disposera également de bureaux régionaux à Vancouver, Toronto, Burlington, Québec et Halifax. Comme d'autres organismes gouvernementaux canadiens, il est responsable devant le Parlement par l'intermédiaire du ministre de l'Environnement et du Changement climatique.
Le rôle de l'agence est d'aider le ministre à exercer ses pouvoirs et fonctions relatifs à l'eau douce, notamment selon la Loi sur le ministère de l'Environnement et la Loi sur les ressources en eau du Canada, et le ministre délègue ses pouvoirs à l'agence à cet effet. L'Agence canadienne de l'eau n'est pas un organisme charger de faire appliquer la loi et n'exerce pas directement de pouvoir de réglementation. L'accent est plutôt mis sur la coordination et le financement. Elle fournit également des conseils et une expertise en matière de politiques, dont un exemple est la modernisation de la Loi sur les ressources en eau du Canada, la première initiative majeure de l'agence,.
L'agence administre plusieurs programmes qui financent la conservation et la restauration des ressources en eau douce. Il s'agit notamment d'EcoAction, un programme qui accorde des subventions à des organisations non gouvernementales ou à but non lucratif pour des projets locaux visant à améliorer la qualité de l'eau et la santé des écosystèmes d'eau douce. Des plans de restauration spécifiques aux lacs, tels que l'Initiative pour l'écosystème d'eau douce des Grands Lacs, ont également été inclus.